# Paul Torday
Paul Torday (Croxdale, 1 de agosto de 1946 - 18 de diciembre de 2013) fue un escritor británico, autor de la novela cómica La pesca del salmón en el Yemen, su primera novela y que la publicó cuando tenía 59 años. Antes de eso, fue un exitoso hombre de negocios que vivía en Northumberland. La inspiración de esta novela surgió del interés de Torday por el pez volador en el Oriente Medio. A partir de estas dos vertientes, teje una sátira política que se centra en el mundo de la gestión del giro político.
Su segunda novela titulada The Irresistible Inheritance of Wilberforce trata de un se trata de un hombre que bebe hasta la muerte. En 2008, fue nominado al mejor principiantes en los Galaxy British Book Awards.
Su hijo Piers Torday es escritor de literatura infantil.

## Novelas
- La pesca del salmón en el Yemen (Salmon Fishing in the Yemen), 2007. ISBN 9788479012182
- The Irresistible Inheritance Of Wilberforce, 2008
- The Girl On The Landing, 2009
- The Hopeless Life Of Charlie Summers (2010)